# メディアエムジー
メディアエムジー株式会社は日本の広告代理店。ミサワホームグループの広告会社として1998年に設立。

## 概要
1994年（平成6年）ミサワバン株式会社内のメディア事業部として部門設立、1998年（平成10年）ミサワホーム株式会社の100%出資子会社としてメディアエムジー株式会社が東京都新宿区に設立、大阪市北区に大阪支店、名古屋市中区に名古屋支店と3拠点体制（2016年3月現在）

## 沿革
- 1994年 -ミサワバン株式会社内にメディア事業部として部門設立。
- 1998年 - ミサワバン株式会社から分社・独立ミサワホーム株式会社100%出資子会社として「メディアエムジー株式会社」設立。
- 2006年 - 大阪市北区の近鉄堂島ビルへ大阪支店移転。
- 2011年 - 名古屋市中区栄に名古屋事務所を設立。
- 2014年 - 名古屋市中区錦に名古屋事務所を移転し、名古屋支店に名称変更。

## 事業所
- 本社（東京都新宿区）
- 大阪支店（大阪府大阪市北区）
- 名古屋支店（愛知県名古屋市中区）

## 主な事業内容
- 全ての広告業務の取扱
- コンピュータシステム全般に関する業務
- 広告に関するマーケティング業務
- 広告内容、表現の企画制作
- 製版、印刷、出版業務
- 物流業務
- 通信販売業務
- 電気通信業務
- その他広告に関する業務